# 400-km-Rennen von Vallelunga 1977

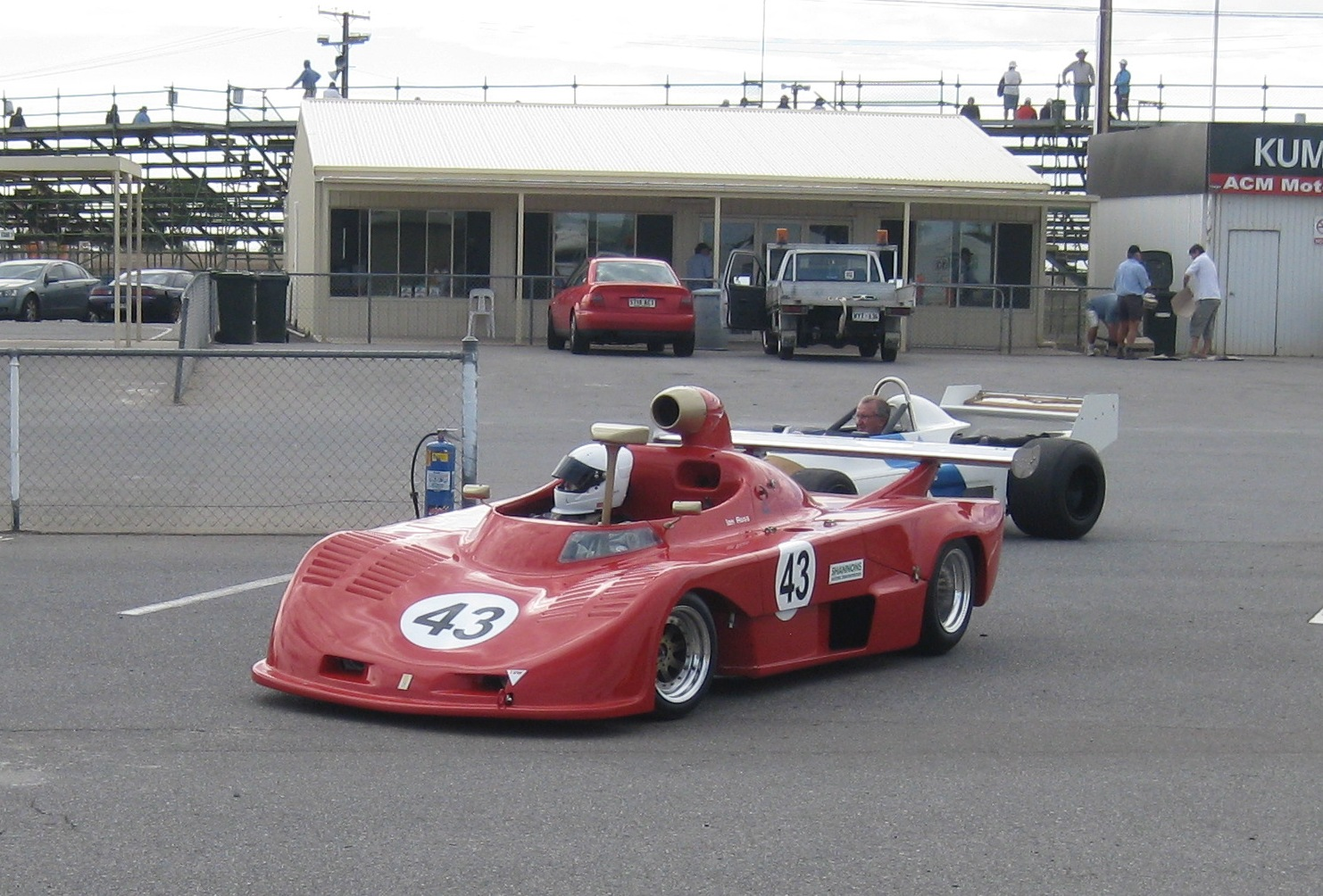
Osella PA5, wie ihn Giorgio Francia im Rennen an die dritte Stelle der Gesamtwertung und zum Klassensieg fuhr

Das 400-km-Rennen von Vallelunga 1977, auch Trofeo Ignazio Giunti, Vallelunga, fand am 2. Juni auf dem Autodromo Vallelunga statt und war der siebte Wertungslauf der Sportwagen-Weltmeisterschaft dieses Jahres.

## Das Rennen
Das Rennen in Vallelunga war der dritte Gruppe-6-Wertungslauf im Rahmen der Sportwagen-Weltmeisterschaft 1977 und zum dritten Mal gewann ein Werkswagen von Alfa Romeo. Mit dem Alfa Romeo T33/SC/12 dominierten die Werksfahrer die Rennveranstaltungen nach Belieben. Die einzigen Konkurrenten in der 3-Liter-Klasse waren ein privat gemeldeter Alfa Romeo T33/TT/3 und der Lola T282 von Lella Lombardi, die beide im Rennen chancenlos waren. Vittorio Brambilla und Arturo Merzario setzten sich rasch vom Feld ab, als Einziger konnte ihnen Giorgio Francia im 2-Liter-Osella PA5 folgen. Im Ziel hatte Brambilla eine Runde Vorsprung auf seinen Teamkollegen Merzario und 2 Runden auf Francia.

## Ergebnisse

### Schlussklassement
| 1                  | S 3.0 | 2  | Autodelta SpA | Vittorio Brambilla                     | Alfa Romeo T33/SC/12 | 125 |
| 2                  | S 3.0 | 1  | Autodelta SpA | Arturo Merzario                        | Alfa Romeo T33/SC/12 | 124 |
| 3                  | S 2.0 | 22 |               | Giorgio Francia                        | Osella PA5           | 123 |
| 4                  | S 1.6 | 33 |               | Claudio Francisci                      | Chevron B31          | 120 |
| 5                  | S 2.0 | 18 |               | Eugenio Renna Luigi Moreschi           | Osella PA5           | 119 |
| 6                  | S 2.0 | 14 |               | Danilo Tesini Gianfranco Trombetti     | Osella PA5           | 118 |
| 7                  | S 1.6 | 31 |               | Francesco Cerulli-Irelli Carlo Giorgio | AMS 277              | 118 |
| 8                  | S 2.0 | 27 |               | Giuseppe Piazzi Renzo Zorzi            | Chevron B36          | 115 |
| 9                  | S 2.0 | 23 |               | Ruggero Parpinelli Anna Cambiaghi      | Osella PA2           | 114 |
| 10                 | S 3.0 | 7  |               | Bruno Ottomano Paolo Gargano           | Alfa Romeo T33/TT/3  | 107 |
| 11                 | S 1.6 | 37 |               | Arcadio Pezzali Adelino Zenone         | Osella PA5           | 105 |
| 12                 | S 2.0 | 15 |               | Roby Filannino Ermanno Pettiti         | Osella PA5           | 104 |
| 13                 | S 1.3 | 56 |               | Saponaro                               | AMS                  | 91  |
| Ausgefallen        |       |    |               |                                        |                      |     |
| 14                 | S 1.6 | 34 |               | Ranieri Randaccio Stefano Sebastiani   | Chevron B26          | 86  |
| 15                 | S 1.3 | 55 |               | Luigino Grassi Antonio Palangio        | Chevron B26          | 55  |
| 16                 | S 3.0 | 4  |               | Lella Lombardi                         | Lola T282            | 42  |
| 17                 | S 2.0 | 16 |               | Jean-Claude Justice Rémy Julienne      | Lola T294            | 40  |
| 18                 | S 2.0 | 12 |               | Giovanni Anzeloni Maurizio Flammini    | Lola T296            | 32  |
| 19                 | S 1.3 | 54 |               | Marcello Gallo Piero Bongiovanni       | Osella PA5           | 27  |
| 20                 | S 1.6 | 38 |               | Paolo Solinas Giorgio Maggiora         | Osella PA5           | 18  |
| 21                 | S 2.0 | 11 |               | Carlo Franchi Cosimo Turizio           | Osella PA5           | 10  |
| 22                 | S 1.3 | 53 |               | Pasquale Anastasio Giampaolo Ceraolo   | Osella PA5           | 5   |
| 23                 | S 2.0 | 26 |               | Domenico Giannotti Angelo Gilberti     | Osella PA3           | 2   |
| 24                 | S 1.6 | 32 |               | Roberto Marazzi Cristiano Del Balzo    | AMS                  | 2   |
| Nicht gestartet    |       |    |               |                                        |                      |     |
| 25                 | S 2.0 | 19 |               | Duilio Ghislotti                       | Chevron B36          | 1   |
| 26                 | S 1.6 | 36 |               | Giuseppe Bottura Giuseppe Pellin       | Osella PA3           | 2   |
| 27                 | S 1.6 | 39 |               | „Tore“ Giovanni Migliatini             | Osella PA4           | 3   |
| 28                 | S 1.3 | 52 |               | Gianpiero Lauro                        | Dallara 1300 cmc     | 4   |
| Nicht qualifiziert |       |    |               |                                        |                      |     |
| 29                 | S 2.0 | 24 |               | Anna Cambiaghi Mario Tropia            | Osella PA5           | 5   |

1 nicht gestartet
2 nicht gestartet
3 nicht gestartet
4 nicht gestartet
5 nicht qualifiziert

### Nur in der Meldeliste
Hier finden sich Teams, Fahrer und Fahrzeuge, die ursprünglich für das Rennen gemeldet waren, aber nicht daran teilnahmen.
| Pos. | Klasse | Nr. | Team | Fahrer                               | Chassis          |
| ---- | ------ | --- | ---- | ------------------------------------ | ---------------- |
| 30   | S 3.0  | 3   |      | Mario Casoni Marco Capoferri         | Lola T286        |
| 31   | S 3.0  | 5   |      | Corrado Manfredini                   | Lola T284        |
| 32   | S 3.0  | 6   |      | John Blanckley Rolf Götz             | Chevron B31      |
| 33   | S 2.0  | 21  |      | Fabio Siliprandi Giuseppe Ranzolin   | Osella PA5       |
| 34   | S 2.0  | 25  |      | Luigi Colzani                        | Chevron B36      |
| 35   | S 1.6  | 35  |      | Alessandro Guidetti Federico D’Amore | Dallara 1600 cmc |
| 36   | S 1.6  | 41  |      | Marco Onori Maurizio Orsi            | Osella PA5       |
| 37   | S 1.3  | 51  |      | Francesco Rafanelli Renato Righi     | Chevron B23      |

### Klassensieger
| Klasse | Fahrer             | Fahrzeug             | Platzierung im Gesamtklassement |
| ------ | ------------------ | -------------------- | ------------------------------- |
| S 3.0  | Vittorio Brambilla | Alfa Romeo T33/SC/12 | Gesamtsieg                      |
| S 2.0  | Giorgio Francia    | Osella PA5           | Rang 3                          |
| S 1.6  | Claudio Francisci  | Chevron B31          | Rang 4                          |
| S 1.3  | Saponaro           | AMS                  | Rang 13                         |

### Renndaten
- Gemeldet: 37
- Gestartet: 24
- Gewertet: 13
- Rennklassen: 4
- Zuschauer: 8000
- Wetter am Renntag: warm und trocken
- Streckenlänge: 3,200 km
- Fahrzeit des Siegerteams: 2:36:17,200 Stunden
- Gesamtrunden des Siegerteams: 125
- Gesamtdistanz des Siegerteams: 400,000 km
- Siegerschnitt: 153,560 km/h
- Pole Position: Vittorio Brambilla – Alfa Romeo T33/SC/12 (#2) – 1:10,800 = 162,712 km/h
- Schnellste Rennrunde: Vittorio Brambilla – Alfa Romeo T33/SC/12 (#2) – 1:12,200 = 159,557 km/h
- Rennserie: 7. Lauf zur Sportwagen-Weltmeisterschaft 1977